# زوي هوسكينز
زوي هوسكينز (بالإنجليزية: Zoë Hoskins)‏ هي مجدفة كندية، ولدت في 17 يناير 1981 في إدمونتون في كندا.

## وصلات خارجية
- زوي هوسكينز على موقع الاتحاد الدولي للتجديف (الإنجليزية)
- زوي هوسكينز على موقع اللجنة الأولمبية الدولية (الإنجليزية)
- زوي هوسكينز على موقع أوليمبيديا (الإنجليزية)
- زوي هوسكينز على موقع اللجنة الأولمبية الكندية (الإنجليزية)